# Mariya Muzychuk
Mariya Olégivna Muzychuk (en ucraniano: Марі́я Оле́гівна Музичу́к; nacida el 21 de septiembre de 1992) es una jugadora de ajedrez ucraniana y Campeona Mundial Femenina de Ajedrez desde abril de 2015 a marzo de 2016. También es doble campeona de Ucrania (2012, 2013), campeona del equipo europeo y mundial con Ucrania en 2013 y ganadora de la medalla de bronce en la Olimpiada de ajedrez de 2012 y 2014 con Ucrania.

## Biografía
Nacida en Lviv, sus padres le enseñaron a jugar al ajedrez a la edad de dos años, y a los tres años ya conocía todas las piezas de ajedrez. A los seis años, Muzychuk participó en su primer torneo de ajedrez.
Muzychuk ganó la sección para niñas menores de 10 años en el Campeonato de Europa de ajedrez juvenil de 2002 en Peñíscola. En noviembre de 2010, se clasificó como la quinta mejor jugadora femenina sub-20 del mundo.
Consiguió llegar al top-16 del Campeonato Mundial Femenino de Ajedrez de 2010, pero perdió contra Dronavalli Harika en un armagedón después de empatar en sus partidas.
Muzychuk ganó el Campeonato Femenino de Ajedrez de Ucrania en 2012 y 2013. En 2014, ganó el premio a la mejor mujer en el Masters de Gibraltar, donde también ganó una norma de gran maestro.
Se convirtió en campeona mundial al ganar el Campeonato Mundial Femenino de Ajedrez de 2015. En primera ronda, empató con Yuanling Yuan en los juegos clásicos y luego la derrotó en los desempates. En segunda ronda, empató con Monika Socko en los juegos clásicos y la derrotó en los desempates. En tercera ronda, derrotó a la excampeona mundial femenina de ajedrez Antoaneta Stefanova en los juegos clásicos por un puntaje de 1½-½. En cuartos de final, derrotó a la favorita Humpy Koneru en los desempates (2½-1½), y luego venció a Dronavalli Harika en la semifinal por desempates (3½-2½). En la final venció a Natalia Pogonina con un resultado de 2½-1½. Gracias a su victoria, obtuvo el título de Gran Maestro, y se clasificó para la Copa Mundial de Ajedrez de 2015 que se celebró en Bakú, Azerbaiyán. En 2015, Muzychuk fue galardonada con la Orden al Mérito, tercera clase, por el presidente ucraniano, Petro Poroshenko.
Perdió su título contra Hou Yifan en el Campeonato Mundial Femenino de Ajedrez de 2016 por 3-6.

## Estilo de juego
En las aperturas, Muzychuk generalmente juega defensa siciliana con negras, seguido de defensa francesa con blancas y defensa holandesa con negras. Muzychuk tiene la capacidad de encontrar trucos tácticos inesperados, que a veces compensan los defectos en su comprensión posicional. Durante su partido por el Campeonato Mundial contra Natalia Pogonina, los medios denominaron «Miss Tactics» a Muzychuk.

## Vida personal
Tiene una hermana mayor, Anna Muzychuk, que también es una ajedrecista de primer nivel. Además del ajedrez, ambas hermanas también juegan al tenis de mesa.